# Centaurea haenseleri
Centaurea haenseleri — вид квіткових рослин айстрових (Asteraceae). Ендемік півдня Іспанії (Сьєрра Бермеха).

## Середовище
Населяє скелясті схили на висотах 900–1200 метрів.

## Морфологічна характеристика
Це багаторічник 1–5 см заввишки. Листки сіро-запушені, перисто-розсічені, сегменти від яйцювато-довгастих до лінійно-ланцетних, від цілісні до зубчастих. Квіткових голів 1–3. Обгортка яйцеподібна, придатки з коричневими шипами<ref name="RGP">.